# Adriaan Meerkamp van Embden
Mr. Adriaan Meerkamp van Embden (Rotterdam, 13 november 1882 - Middelburg, 8 februari 1954) was een Nederlands archivaris en burgemeester namens de NSB.
Hij publiceerde meerdere werken over de (rechts)geschiedenis rond Leiden en Gouda.
Meerkamp van Embden was van 1921 tot 1942 rijksarchivaris van de provincie Zeeland en provinciaal inspecteur van de gemeente- en waterschapsarchieven. In 1941 werd hij lid van de NSB en hij was bevreesd voor de Russen en het communisme. In oktober werd hij door de Duitse bezetter, naar eigen zeggen met tegenzin, benoemd tot waarnemend burgemeester van Middelburg. Hij was tevens lid van de Nederlandsche Kultuurraad. In oktober 1944 vluchtte hij per boot naar Rotterdam waarna hij aangesteld werd als burgemeester in Zwolle. Na de bevrijding werd Meerkamp van Embden vastgezet en na zeven maanden door een bijzonder tribunaal uit het actief- en passief kiesrecht gezet.
- Bibliothèque nationale de France: cb10589760n (data)
- Gemeinsame Normdatei: 114547215X
- International Standard Name Identifier: 0000 0003 9793 1241
- Nederlandse Thesaurus van Auteursnamen: 06949942X
- Virtual International Authority File: 69299636
- WorldCat: E39PBJgHhqwKv4tWYVvBtBpF8C